# Canefield
Canefield est une commune de la côte ouest dominicaine. Plus grande ville de la paroisse de Saint-Paul, elle abrite l'un des deux aéroports de l'île.

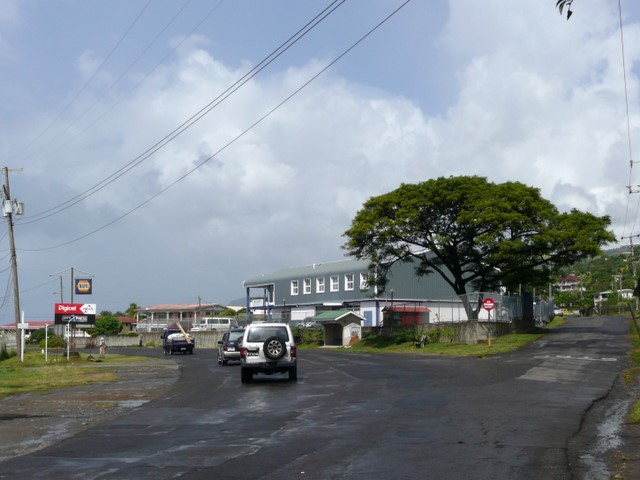
Carrefour à Canefield, Dominique